# Dragomilo
Dragomilo je naselje v Občini Šmarje pri Jelšah.